# Port lotniczy Fort McMurray
Port lotniczy Fort McMurray (IATA: YMM, ICAO: CYMM) – port lotniczy położony 13 km na południowy wschód od Fort McMurray, w prowincji Alberta, w Kanadzie. Lotnisko odnotowało wzrost działalności w ciągu ostatnich 10 lat ze względu na boom gospodarczy w Athabasca Oil Sands, które są na północ od Fort McMurray.
Lotnisko planuje rozbudowę. Plan rozwoju obejmuje budowę nowego terminalu i drugiego pasa startowego wraz z bramki i sklepami, potrojenie jego obecnego rozmiaru.

## Linie lotnicze i połączenia
- Air Canada (Toronto-Pearson)
- Air Canada Jazz (Calgary, Edmonton, Vancouver)
- Air Mikisew (Edmonton-City Centre, Fort Chipewyan)
- Corporate Express (Calgary)
- Northwestern Air (Red Deer)
- Transwest Air (Prince Albert, Saskatoon)
- WestJet (Calgary, Edmonton, Toronto [sezonowo], Vancouver [sezonowo])

### Czartery
- Air Mikisew
- CanJet (Thunder Bay)
- McMurray Aviation